# Diecezja Rourkela
Diecezja Rourkela – diecezja rzymskokatolicka w Indiach. Została utworzona w 1979 z terenu diecezji Sambalpur.

## Ordynariusze
- Alphonse Bilung, S.V.D. (1979–2009)
- John Barwa, S.V.D. (2009–2011)
  - Sede vacante (2011-2013)
- Kishore Kumar Kujur, od 2013